# Iglesia del Hospital de Dolores (San Cristóbal de La Laguna)
La iglesia del Hospital de Nuestra Señora de los Dolores se encuentra en la Calle San Agustín de la ciudad de San Cristóbal de La Laguna en Tenerife (Islas Canarias, España).
En 2008, la iglesia y el antiguo hospital fueron declarados Bien de Interés Cultural, con categoría de Monumento, por el Gobierno de Canarias.

## Historia y características
El templo se encuentra entre el ex convento de San Agustín y la Casa Salazar, sede del obispado de Tenerife. Se trata del primer hospital permanente que tuvo la ciudad a comienzos del siglo XVI, mientras que la iglesia data del siglo XVIII.
En 1514, el papa León X en una bula autorizó fundar en La Laguna un hospital con la advocación de Nuestra Señora de los Dolores, concediendo también indulgencias y la agregación de dos hospitales precedentes, el de Nuestra Señora de la Antigua y el de San Sebastián. En el Hospital de Dolores tuvo su sede la Cofradía de la Misericordia, actualmente en la Iglesia de Santo Domingo de Guzmán.
Durante la epidemia de peste bubónica que se desató en la ciudad en 1582, el Hospital de Dolores vio sobrepasada sus capacidades asistenciales, y tuvieron que habilitarse otros hospitales en diferentes puntos de la ciudad.
A finales del siglo XVIII, el hospital y la iglesia fueron reedificados y reorganizados sobre nuevas bases. La colocación del Santísimo Sacramento en la nueva iglesia se celebró el 25 de mayo de 1704. Hubo un periodo de decadencia durante el siglo XIX y a partir de 1923, el servicio del templo lo ha desempeñado la congregación de San Vicente de Paúl. 
La iglesia es de una sola nave de planta rectangular y presbiterio, ambos cubiertos con armaduras lignarias de carácter mudéjar. El templo guarda importantes obras artísticas de los siglos XVII y XVIII, de autores de la talla de Cristóbal Hernández de Quintana y Antonio Estévez. Destaca el retablo mayor en madera dorada en donde se encuentra la imagen de La Piedad, la Virgen María dolorosa con su hijo muerto en brazos tras el descendimiento de la cruz. La Iglesia de los Dolores posee un valioso cuadro que representa el nacimiento de Jesús, realizado en relieve y en madera que es contemplado anualmente al llegar la Navidad y que ha sido motivo de estudios y de su difusión en diversos artículos. 
En la actualidad, el complejo alberga la Biblioteca Municipal Adrián Alemán. Desde 2010, el templo es la sede para toda Canarias de la Orden del Santo Sepulcro de Jerusalén.
Entre julio de 2017 y marzo de 2018, la Iglesia del Hospital de Dolores acogió excepcionalmente a la imagen del venerado Cristo de La Laguna durante el proceso de restauración de su Santuario.